# Chamberaud
Chamberaud é uma comuna francesa na região administrativa da Nova Aquitânia, no departamento de Creuse. Estende-se por uma área de 7,44 km². Em 2010 a comuna tinha 100 habitantes (densidade: 13,4 hab./km²).